# Torneo Finalización 2021 (Colombia)
El Torneo Finalización 2021 (conocido como Liga BetPlay Dimayor 2021-II por motivos de patrocinio), fue la nonagésima tercera (93.a) edición de la Categoría Primera A del fútbol profesional colombiano, siendo el segundo torneo de la temporada 2021. Este inició el 16 de julio y concluyó el 22 de diciembre de 2021.
Deportivo Cali ganó su décimo título de liga en este torneo, venciendo al campeón defensor Deportes Tolima en la final por un marcador global de 3:2 luego de empatar 1:1 en el partido de ida en Palmira y ganar el partido de vuelta en Ibagué por dos goles a uno.

## Sistema de juego
El sistema de juego para el Torneo Finalización 2021 se estableció el 17 de diciembre de 2020 en asamblea de la Dimayor y fue modificado el 12 de julio de 2021 en reunión de la Junta de Competencia de la misma entidad. Se jugó en un sistema de tres fases: en la primera los equipos jugarán 20 fechas todos contra todos, con una fecha de clásicos. Los ocho primeros equipos de la tabla de posiciones al final de las 20 jornadas clasificaron a la siguiente fase (cuadrangulares semifinales) que consistió en dos grupos de cuatro equipos en los que se disputaron seis fechas de ida y vuelta. Los equipos ganadores de cada cuadrangular clasificaron a la final con partidos de ida y vuelta para definir el campeón del torneo que clasificará a la Copa Libertadores y la Superliga de 2022.
Los dos últimos equipos de la tabla del descenso al final del torneo descendieron a la Primera B para la próxima temporada. Dado que en 2020 no se estableció ningún descenso debido al recorte del campeonato a causa de la pandemia de COVID-19 en Colombia y que al final del torneo Apertura descendió un equipo, en este torneo se definieron descensos en solo 6 meses.

## Equipos participantes

### Relevo de clubes a mitad de año
Debido a que no hubo descensos en el Campeonato colombiano 2020, la Dimayor determinó un relevo de clubes a mitad del año 2021.
| Ascendidos a la Primera A                                                         |
| --------------------------------------------------------------------------------- |
| Atlético Huila (Ganador de la Gran Final 2021-I de la Primera B)                  |
| Deportes Quindío (Mejor equipo en la reclasificación de la Primera B 2020-2021-I) |

| Descendidos a la Primera B                             |
| ------------------------------------------------------ |
| Boyacá Chicó (Peor promedio acumulado en la Primera A) |

### Datos de los clubes
| Equipo                 | Entrenador               | Ciudad          | Estadio                        | Aforo  |
| ---------------------- | ------------------------ | --------------- | ------------------------------ | ------ |
| Águilas Doradas        | Johan Fano (interino)    | Rionegro        | Alberto Grisales               | 14 000 |
| Alianza Petrolera      | Hubert Bodhert           | Barrancabermeja | Daniel Villa Zapata            | 10 400 |
| América de Cali        | Juan Carlos Osorio       | Cali            | Olímpico Pascual Guerrero      | 35 400 |
| Atlético Bucaramanga   | Néstor Craviotto         | Bucaramanga     | Alfonso López                  | 25 000 |
| Atlético Huila         | Carlos Abella (interino) | Neiva           | Guillermo Plazas Alcid         | 2500   |
| Atlético Nacional      | Alejandro Restrepo       | Medellín        | Atanasio Girardot              | 40 940 |
| Deportes Quindío       | Oscar Héctor Quintabani  | Armenia         | Centenario                     | 20 716 |
| Deportes Tolima        | Hernán Torres            | Ibagué          | Manuel Murillo Toro            | 28 170 |
| Deportivo Cali         | Rafael Dudamel           | Palmira         | Deportivo Cali                 | 42 000 |
| Deportivo Pasto        | Flabio Torres            | Pasto           | Departamental Libertad         | 20 000 |
| Deportivo Pereira      | Alexis Márquez           | Pereira         | Hernán Ramírez Villegas        | 30 290 |
| Envigado F. C.         | Alberto Suárez           | Envigado        | Polideportivo Sur              | 14 000 |
| Independiente Medellín | Julio Comesaña           | Medellín        | Atanasio Girardot              | 40 940 |
| Jaguares               | César Torres             | Montería        | Jaraguay                       | 12 000 |
| Junior                 | Arturo Reyes             | Barranquilla    | Metropolitano Roberto Meléndez | 46 690 |
| La Equidad             | Alexis García            | Bogotá          | Metropolitano de Techo         | 10 000 |
| Millonarios            | Alberto Gamero           | Bogotá          | Nemesio Camacho El Campín      | 36 340 |
| Once Caldas            | Diego Corredor           | Manizales       | Palogrande                     | 32 670 |
| Patriotas              | Juan David Niño          | Tunja           | La Independencia               | 20 630 |
| Santa Fe               | Grigori Méndez           | Bogotá          | Nemesio Camacho El Campín      | 36 340 |

#### Cambio de entrenadores
| Equipo                 | Entrenador saliente  | Fecha de salida         | Reemplazado por    | Fecha de llegada         |
| Pretemporada           | Pretemporada         | Pretemporada            | Pretemporada       | Pretemporada             |
| ---------------------- | -------------------- | ----------------------- | ------------------ | ------------------------ |
| Envigado F. C.         | Andrés Orozco        | 16 de abril de 2021     | Alberto Suárez     | 18 de mayo de 2021       |
| Patriotas              | Abel Segovia         | 27 de abril de 2021     | John Mario Ramírez | 10 de mayo de 2021       |
| Jaguares               | Alberto Suárez       | 11 de mayo de 2021      | César Torres       | 25 de mayo de 2021       |
| América de Cali        | Jersson González     | 25 de mayo de 2021      | Juan Carlos Osorio | 16 de junio de 2021      |
| Atlético Nacional      | Alexandre Guimarães  | 5 de junio de 2021      | Alejandro Restrepo | 9 de junio de 2021       |
| Atlético Bucaramanga   | Luis Fernando Suárez | 22 de junio de 2021     | Óscar Upegui       | 8 de julio de 2021       |
| Patriotas              | John Mario Ramírez † | 26 de junio de 2021     | Jorge Luis Bernal  | 26 de junio de 2021      |
| Temporada              |                      |                         |                    |                          |
| Deportivo Pasto        | Giovanny Ruiz        | 10 de agosto de 2021    | Flabio Torres      | 10 de agosto de 2021     |
| Once Caldas            | Eduardo Lara         | 15 de agosto de 2021    | Diego Corredor     | 26 de agosto de 2021     |
| Atlético Huila         | Dayron Pérez         | 17 de agosto de 2021    | Alberto Rujana     | 18 de agosto de 2021     |
| Junior                 | Luis Amaranto Perea  | 17 de agosto de 2021    | Arturo Reyes       | 17 de agosto de 2021     |
| Patriotas              | Jorge Luis Bernal    | 17 de agosto de 2021    | Juan David Niño    | 17 de agosto de 2021     |
| Santa Fe               | Harold Rivera        | 22 de agosto de 2021    | Grigori Méndez     | 22 de agosto de 2021     |
| Atlético Bucaramanga   | Óscar Upegui         | 31 de agosto de 2021    | Néstor Craviotto   | 13 de septiembre de 2021 |
| Deportivo Cali         | Alfredo Arias        | 6 de septiembre de 2021 | Rafael Dudamel     | 8 de septiembre de 2021  |
| Independiente Medellín | Hernán Darío Gómez   | 6 de septiembre de 2021 | Julio Comesaña     | 7 de septiembre de 2021  |
| Atlético Huila         | Alberto Rujana       | 25 de octubre de 2021   | Carlos Abella      | 25 de octubre de 2021    |
| Águilas Doradas        | Francesco Stifano    | 16 de noviembre de 2021 | Johan Fano         | 16 de noviembre de 2021  |

### Localización
| Antioquia       | 4 | Águilas Doradas, Atlético Nacional, Envigado F. C. e Independiente Medellín | Junior Jaguares Bucaramanga Alianza Medellín Envigado Águilas Patriotas Caldas Quindío Huila Pereira Bogotá · Tolima Cali América Pasto Equipos de Bogotá: · La Equidad · Millonarios · Santa Fe Equipos de Medellín: · Atlético Nacional · Independiente Medellín |
| Bogotá, D. C.   | 3 | La Equidad, Millonarios y Santa Fe                                          | Junior Jaguares Bucaramanga Alianza Medellín Envigado Águilas Patriotas Caldas Quindío Huila Pereira Bogotá · Tolima Cali América Pasto Equipos de Bogotá: · La Equidad · Millonarios · Santa Fe Equipos de Medellín: · Atlético Nacional · Independiente Medellín |
| Santander       | 2 | Alianza Petrolera y Atlético Bucaramanga                                    | Junior Jaguares Bucaramanga Alianza Medellín Envigado Águilas Patriotas Caldas Quindío Huila Pereira Bogotá · Tolima Cali América Pasto Equipos de Bogotá: · La Equidad · Millonarios · Santa Fe Equipos de Medellín: · Atlético Nacional · Independiente Medellín |
| Valle del Cauca | 2 | América de Cali y Deportivo Cali                                            | Junior Jaguares Bucaramanga Alianza Medellín Envigado Águilas Patriotas Caldas Quindío Huila Pereira Bogotá · Tolima Cali América Pasto Equipos de Bogotá: · La Equidad · Millonarios · Santa Fe Equipos de Medellín: · Atlético Nacional · Independiente Medellín |
| Atlántico       | 1 | Junior                                                                      | Junior Jaguares Bucaramanga Alianza Medellín Envigado Águilas Patriotas Caldas Quindío Huila Pereira Bogotá · Tolima Cali América Pasto Equipos de Bogotá: · La Equidad · Millonarios · Santa Fe Equipos de Medellín: · Atlético Nacional · Independiente Medellín |
| Boyacá          | 1 | Patriotas                                                                   | Junior Jaguares Bucaramanga Alianza Medellín Envigado Águilas Patriotas Caldas Quindío Huila Pereira Bogotá · Tolima Cali América Pasto Equipos de Bogotá: · La Equidad · Millonarios · Santa Fe Equipos de Medellín: · Atlético Nacional · Independiente Medellín |
| Caldas          | 1 | Once Caldas                                                                 | Junior Jaguares Bucaramanga Alianza Medellín Envigado Águilas Patriotas Caldas Quindío Huila Pereira Bogotá · Tolima Cali América Pasto Equipos de Bogotá: · La Equidad · Millonarios · Santa Fe Equipos de Medellín: · Atlético Nacional · Independiente Medellín |
| Córdoba         | 1 | Jaguares                                                                    | Junior Jaguares Bucaramanga Alianza Medellín Envigado Águilas Patriotas Caldas Quindío Huila Pereira Bogotá · Tolima Cali América Pasto Equipos de Bogotá: · La Equidad · Millonarios · Santa Fe Equipos de Medellín: · Atlético Nacional · Independiente Medellín |
| Huila           | 1 | Atlético Huila                                                              | Junior Jaguares Bucaramanga Alianza Medellín Envigado Águilas Patriotas Caldas Quindío Huila Pereira Bogotá · Tolima Cali América Pasto Equipos de Bogotá: · La Equidad · Millonarios · Santa Fe Equipos de Medellín: · Atlético Nacional · Independiente Medellín |
| Nariño          | 1 | Deportivo Pasto                                                             | Junior Jaguares Bucaramanga Alianza Medellín Envigado Águilas Patriotas Caldas Quindío Huila Pereira Bogotá · Tolima Cali América Pasto Equipos de Bogotá: · La Equidad · Millonarios · Santa Fe Equipos de Medellín: · Atlético Nacional · Independiente Medellín |
| Quindío         | 1 | Deportes Quindío                                                            | Junior Jaguares Bucaramanga Alianza Medellín Envigado Águilas Patriotas Caldas Quindío Huila Pereira Bogotá · Tolima Cali América Pasto Equipos de Bogotá: · La Equidad · Millonarios · Santa Fe Equipos de Medellín: · Atlético Nacional · Independiente Medellín |
| Risaralda       | 1 | Deportivo Pereira                                                           | Junior Jaguares Bucaramanga Alianza Medellín Envigado Águilas Patriotas Caldas Quindío Huila Pereira Bogotá · Tolima Cali América Pasto Equipos de Bogotá: · La Equidad · Millonarios · Santa Fe Equipos de Medellín: · Atlético Nacional · Independiente Medellín |
| Tolima          | 1 | Deportes Tolima                                                             | Junior Jaguares Bucaramanga Alianza Medellín Envigado Águilas Patriotas Caldas Quindío Huila Pereira Bogotá · Tolima Cali América Pasto Equipos de Bogotá: · La Equidad · Millonarios · Santa Fe Equipos de Medellín: · Atlético Nacional · Independiente Medellín |

## Todos contra todos

### Clasificación
| Pos. | Equipo                 | Pts. | PJ | G  | E  | P  | GF | GC | Dif. | Clasificación                         |
| ---- | ---------------------- | ---- | -- | -- | -- | -- | -- | -- | ---- | ------------------------------------- |
| 1    | Atlético Nacional      | 42   | 20 | 12 | 6  | 2  | 32 | 13 | +19  | Cuadrangulares semifinales.           |
| 2    | Millonarios            | 36   | 20 | 11 | 3  | 6  | 36 | 23 | +13  | Cuadrangulares semifinales.           |
| 3    | Deportes Tolima        | 36   | 20 | 9  | 9  | 2  | 25 | 13 | +12  | Cuadrangulares semifinales.           |
| 4    | Junior                 | 33   | 20 | 8  | 9  | 3  | 25 | 21 | +4   | Cuadrangulares semifinales.           |
| 5    | Deportivo Pereira      | 33   | 20 | 9  | 6  | 5  | 24 | 21 | +3   | Cuadrangulares semifinales.           |
| 6    | Alianza Petrolera      | 31   | 20 | 8  | 7  | 5  | 27 | 18 | +9   | Cuadrangulares semifinales.           |
| 7    | Deportivo Cali         | 31   | 20 | 8  | 7  | 5  | 27 | 21 | +6   | Cuadrangulares semifinales.           |
| 8    | América de Cali        | 29   | 20 | 8  | 5  | 7  | 25 | 19 | +6   | Cuadrangulares semifinales.           |
| 9    | Envigado F. C.         | 27   | 20 | 7  | 6  | 7  | 24 | 23 | +1   |                                       |
| 10   | Atlético Bucaramanga   | 27   | 20 | 7  | 6  | 7  | 26 | 29 | −3   |                                       |
| 11   | Jaguares               | 27   | 20 | 7  | 6  | 7  | 23 | 26 | −3   |                                       |
| 12   | Independiente Medellín | 26   | 20 | 5  | 11 | 4  | 14 | 15 | −1   |                                       |
| 13   | Águilas Doradas        | 25   | 20 | 7  | 4  | 9  | 24 | 25 | −1   |                                       |
| 14   | Santa Fe               | 25   | 20 | 6  | 7  | 7  | 21 | 22 | −1   |                                       |
| 15   | La Equidad             | 25   | 20 | 6  | 7  | 7  | 20 | 21 | −1   |                                       |
| 16   | Deportes Quindío       | 22   | 20 | 6  | 4  | 10 | 18 | 24 | −6   | Descenso a la Primera B por promedio. |
| 17   | Once Caldas            | 20   | 20 | 5  | 5  | 10 | 18 | 30 | −12  |                                       |
| 18   | Patriotas              | 18   | 20 | 4  | 6  | 10 | 14 | 21 | −7   |                                       |
| 19   | Deportivo Pasto        | 16   | 20 | 4  | 4  | 12 | 13 | 28 | −15  |                                       |
| 20   | Atlético Huila         | 10   | 20 | 2  | 4  | 14 | 12 | 35 | −23  | Descenso a la Primera B por promedio. |

 Fuente: Dimayor

#### Evolución de la clasificación
| Equipo                 | Jornada | Jornada | Jornada | Jornada | Jornada | Jornada | Jornada | Jornada | Jornada | Jornada | Jornada | Jornada | Jornada | Jornada | Jornada | Jornada | Jornada | Jornada | Jornada | Jornada |
| Equipo                 | 1       | 2       | 3       | 4       | 5       | 6       | 7       | 8       | 9       | 10      | 11      | 12      | 13      | 14      | 15      | 16      | 17      | 18      | 19      | 20      |
| ---------------------- | ------- | ------- | ------- | ------- | ------- | ------- | ------- | ------- | ------- | ------- | ------- | ------- | ------- | ------- | ------- | ------- | ------- | ------- | ------- | ------- |
| Atlético Nacional      | 9       | 5       | 4       | 2       | 1       | 1       | 1       | 1       | 1       | 1       | 1       | 1       | 1       | 1       | 1       | 1       | 1       | 1       | 1       | 1       |
| Millonarios            | 1       | 3       | 1       | 3       | 3       | 2       | 3       | 2       | 2       | 2       | 2       | 2       | 2       | 2       | 2       | 2       | 2       | 2       | 2       | 2       |
| Deportes Tolima        | 7       | 9       | 10      | 9       | 8       | 9       | 6       | 4       | 3       | 3       | 3       | 3       | 3       | 3       | 3       | 3       | 3       | 3       | 3       | 3       |
| Junior                 | 17      | 10      | 13      | 10      | 12      | 8       | 10      | 11      | 10      | 13      | 6       | 4       | 4       | 4       | 5       | 7       | 5       | 7       | 5       | 4       |
| Deportivo Pereira      | 15      | 20      | 15      | 17      | 13      | 14      | 11      | 8       | 8       | 6       | 10      | 7       | 6       | 5       | 4       | 4       | 4       | 5       | 4       | 5       |
| Alianza Petrolera      | 6       | 4       | 3       | 1       | 4       | 6       | 4       | 6       | 6       | 5       | 4       | 5       | 7       | 6       | 7       | 6       | 7       | 6       | 6       | 6       |
| Deportivo Cali         | 5       | 6       | 7       | 13      | 15      | 10      | 12      | 13      | 15      | 16      | 15      | 13      | 14      | 11      | 9       | 8       | 6       | 4       | 7       | 7       |
| América de Cali        | 2       | 1       | 5       | 4       | 6       | 7       | 7       | 9       | 7       | 8       | 11      | 9       | 9       | 9       | 14      | 10      | 11      | 13      | 11      | 8       |
| Envigado F. C.         | 10      | 13      | 8       | 7       | 5       | 4       | 2       | 3       | 4       | 4       | 5       | 6       | 8       | 7       | 6       | 5       | 8       | 8       | 8       | 9       |
| Atlético Bucaramanga   | 3       | 2       | 2       | 5       | 2       | 3       | 5       | 5       | 5       | 10      | 8       | 12      | 11      | 12      | 10      | 12      | 9       | 9       | 10      | 10      |
| Jaguares               | 20      | 18      | 9       | 8       | 7       | 5       | 8       | 10      | 12      | 11      | 9       | 8       | 5       | 8       | 8       | 11      | 12      | 11      | 9       | 11      |
| Independiente Medellín | 12      | 11      | 14      | 11      | 9       | 12      | 14      | 14      | 11      | 9       | 12      | 11      | 10      | 10      | 11      | 14      | 14      | 12      | 13      | 12      |
| Águilas Doradas        | 11      | 16      | 17      | 12      | 11      | 13      | 13      | 15      | 13      | 12      | 13      | 16      | 15      | 15      | 15      | 15      | 16      | 16      | 14      | 13      |
| Santa Fe               | 13      | 19      | 20      | 16      | 18      | 17      | 18      | 17      | 17      | 15      | 14      | 14      | 13      | 14      | 13      | 9       | 10      | 10      | 12      | 14      |
| La Equidad             | 16      | 14      | 16      | 18      | 14      | 15      | 15      | 12      | 14      | 14      | 16      | 15      | 16      | 16      | 16      | 16      | 15      | 15      | 15      | 15      |
| Deportes Quindío       | 4       | 8       | 6       | 6       | 10      | 11      | 9       | 7       | 9       | 7       | 7       | 10      | 12      | 13      | 12      | 13      | 13      | 14      | 16      | 16      |
| Once Caldas            | 8       | 7       | 12      | 15      | 16      | 18      | 19      | 19      | 20      | 20      | 20      | 18      | 17      | 19      | 18      | 18      | 18      | 17      | 17      | 17      |
| Patriotas              | 19      | 15      | 11      | 14      | 17      | 16      | 17      | 18      | 18      | 18      | 18      | 19      | 19      | 18      | 19      | 19      | 19      | 19      | 18      | 18      |
| Deportivo Pasto        | 18      | 17      | 18      | 20      | 20      | 20      | 20      | 20      | 16      | 17      | 17      | 17      | 18      | 17      | 17      | 17      | 17      | 18      | 19      | 19      |
| Atlético Huila         | 14      | 12      | 19      | 19      | 19      | 19      | 16      | 16      | 19      | 19      | 19      | 20      | 20      | 20      | 20      | 20      | 20      | 20      | 20      | 20      |

1. 1 2  El partido Junior vs. Atlético Huila por la octava (8ª) fecha fue aplazado y se jugó el 22 de septiembre, días antes de la disputa de la undécima (11ª) fecha.

### Resultados
- La hora de cada encuentro corresponde al huso horario que rige a Colombia (UTC-5)

Nota: Los horarios se definen la semana previa a cada jornada. Todos los partidos son transmitidos en vivo por Win Sports+. El canal Win Sports transmite 4 partidos en vivo por fecha.
| Independiente Medellín | 1 : 1 | Águilas Doradas      | Atanasio Girardot         | 16 de julio | 20:00 | Win Sports+              |
| América de Cali        | 3 : 1 | Junior               | Olímpico Pascual Guerrero | 17 de julio | 15:30 | Win Sports+              |
| Deportes Quindío       | 2 : 0 | Jaguares             | Centenario de Armenia     | 17 de julio | 17:40 | Win Sports+ y Win Sports |
| Santa Fe               | 1 : 2 | Deportivo Cali       | Nemesio Camacho El Campín | 17 de julio | 20:00 | Win Sports+              |
| Envigado F. C.         | 2 : 2 | Atlético Nacional    | Polideportivo Sur         | 18 de julio | 15:30 | Win Sports+              |
| Patriotas              | 0 : 2 | Atlético Bucaramanga | La Independencia          | 18 de julio | 17:40 | Win Sports+ y Win Sports |
| Deportivo Pasto        | 1 : 3 | Millonarios          | Departamental Libertad    | 18 de julio | 20:00 | Win Sports+              |
| Deportes Tolima        | 1 : 0 | Deportivo Pereira    | Manuel Murillo Toro       | 19 de julio | 16:00 | Win Sports+              |
| Once Caldas            | 1 : 0 | Atlético Huila       | Palogrande                | 19 de julio | 18:00 | Win Sports+ y Win Sports |
| Alianza Petrolera      | 1 : 0 | La Equidad           | Daniel Villa Zapata       | 19 de julio | 20:05 | Win Sports+ y Win Sports |

| Millonarios          | 2 : 1 | Deportes Quindío       | Nemesio Camacho El Campín      | 21 de julio | 20:05 | Win Sports+              |
| Atlético Huila       | 2 : 2 | Patriotas              | Guillermo Plazas Alcid         | 23 de julio | 19:40 | Win Sports+ y Win Sports |
| Águilas Doradas      | 1 : 3 | América de Cali        | Alberto Grisales               | 24 de julio | 15:30 | Win Sports+              |
| Jaguares             | 1 : 1 | Once Caldas            | Jaraguay                       | 24 de julio | 17:40 | Win Sports+ y Win Sports |
| Atlético Nacional    | 1 : 0 | Deportes Tolima        | Atanasio Girardot              | 24 de julio | 20:00 | Win Sports+              |
| Atlético Bucaramanga | 4 : 3 | Santa Fe               | Alfonso López                  | 25 de julio | 15:30 | Win Sports+              |
| Junior               | 1 : 0 | Envigado F. C.         | Metropolitano Roberto Meléndez | 25 de julio | 17:40 | Win Sports+              |
| Deportivo Cali       | 0 : 0 | Independiente Medellín | Deportivo Cali                 | 25 de julio | 20:00 | Win Sports+              |
| Deportivo Pereira    | 0 : 2 | Alianza Petrolera      | Hernán Ramírez Villegas        | 26 de julio | 20:05 | Win Sports+ y Win Sports |
| La Equidad           | 0 : 0 | Deportivo Pasto        | Metropolitano de Techo         | 27 de julio | 20:05 | Win Sports+ y Win Sports |

| Deportes Quindío       | 2 : 1 | Águilas Doradas      | Centenario de Armenia     | 30 de julio | 20:00 | Win Sports+ y Win Sports |
| Deportes Tolima        | 1 : 1 | Alianza Petrolera    | Manuel Murillo Toro       | 31 de julio | 16:00 | Win Sports+ y Win Sports |
| Deportivo Cali         | 1 : 2 | Atlético Bucaramanga | Deportivo Cali            | 31 de julio | 18:05 | Win Sports+              |
| Independiente Medellín | 0 : 0 | Junior               | Atanasio Girardot         | 31 de julio | 20:10 | Win Sports+              |
| Patriotas              | 1 : 0 | La Equidad           | La Independencia          | 1 de agosto | 14:00 | Win Sports+ y Win Sports |
| Envigado F. C.         | 1 : 0 | América de Cali      | Polideportivo Sur         | 1 de agosto | 16:00 | Win Sports+              |
| Once Caldas            | 0 : 2 | Millonarios          | Palogrande                | 1 de agosto | 18:05 | Win Sports+              |
| Jaguares               | 2 : 0 | Atlético Huila       | Jaraguay                  | 1 de agosto | 20:10 | Win Sports+ y Win Sports |
| Deportivo Pasto        | 1 : 2 | Deportivo Pereira    | Departamental Libertad    | 2 de agosto | 20:00 | Win Sports+ y Win Sports |
| Santa Fe               | 0 : 1 | Atlético Nacional    | Nemesio Camacho El Campín | 3 de agosto | 20:00 | Win Sports+              |

| Atlético Huila       | 0 : 0 | Deportes Quindío       | Guillermo Plazas Alcid         | 6 de agosto  | 20:05 | Win Sports+ y Win Sports |
| América de Cali      | 1 : 0 | Once Caldas            | Olímpico Pascual Guerrero      | 7 de agosto  | 15:00 | Win Sports+              |
| Atlético Nacional    | 2 : 0 | Deportivo Cali         | Atanasio Girardot              | 7 de agosto  | 17:30 | Win Sports+              |
| Millonarios          | 0 : 1 | Santa Fe               | Nemesio Camacho El Campín      | 7 de agosto  | 20:00 | Win Sports+              |
| La Equidad           | 0 : 0 | Independiente Medellín | Metropolitano de Techo         | 8 de agosto  | 16:00 | Win Sports+              |
| Junior               | 0 : 0 | Deportes Tolima        | Metropolitano Roberto Meléndez | 8 de agosto  | 18:05 | Win Sports+              |
| Alianza Petrolera    | 2 : 0 | Deportivo Pasto        | Daniel Villa Zapata            | 8 de agosto  | 20:10 | Win Sports+ y Win Sports |
| Atlético Bucaramanga | 0 : 1 | Jaguares               | Alfonso López                  | 9 de agosto  | 19:40 | Win Sports+ y Win Sports |
| Águilas Doradas      | 1 : 0 | Patriotas              | Alberto Grisales               | 10 de agosto | 18:00 | Win Sports+ y Win Sports |
| Deportivo Pereira    | 0 : 1 | Envigado F. C.         | Hernán Ramírez Villegas        | 10 de agosto | 20:00 | Win Sports+ y Win Sports |

| Deportes Tolima        | 1 : 0 | Deportivo Pasto      | Manuel Murillo Toro       | 13 de agosto | 19:40 | Win Sports+ y Win Sports |
| Envigado F. C.         | 2 : 1 | Alianza Petrolera    | Polideportivo Sur         | 14 de agosto | 15:00 | Win Sports+ y Win Sports |
| Independiente Medellín | 2 : 0 | América de Cali      | Atanasio Girardot         | 14 de agosto | 17:40 | Win Sports+              |
| Deportivo Cali         | 2 : 2 | Millonarios          | Deportivo Cali            | 14 de agosto | 20:00 | Win Sports+              |
| Jaguares               | 1 : 1 | Junior               | Jaraguay                  | 15 de agosto | 16:00 | Win Sports+              |
| Patriotas              | 0 : 3 | Atlético Nacional    | La Independencia          | 15 de agosto | 18:05 | Win Sports+              |
| Once Caldas            | 0 : 1 | Deportivo Pereira    | Palogrande                | 15 de agosto | 20:10 | Win Sports+              |
| Atlético Huila         | 0 : 2 | Águilas Doradas      | Guillermo Plazas Alcid    | 16 de agosto | 17:10 | Win Sports+ y Win Sports |
| Santa Fe               | 0 : 2 | La Equidad           | Nemesio Camacho El Campín | 16 de agosto | 19:30 | Win Sports+              |
| Deportes Quindío       | 2 : 3 | Atlético Bucaramanga | Centenario de Armenia     | 17 de agosto | 20:00 | Win Sports+ y Win Sports |

| América de Cali      | 0 : 0 | Patriotas              | Olímpico Pascual Guerrero      | 20 de agosto | 19:30 | Win Sports+              |
| Deportivo Pereira    | 1 : 1 | Santa Fe               | Hernán Ramírez Villegas        | 21 de agosto | 14:00 | Win Sports+ y Win Sports |
| Atlético Nacional    | 1 : 0 | Deportes Quindío       | Polideportivo Sur              | 21 de agosto | 16:00 | Win Sports+              |
| Junior               | 4 : 2 | Once Caldas            | Metropolitano Roberto Meléndez | 21 de agosto | 18:05 | Win Sports+              |
| Millonarios          | 2 : 0 | Independiente Medellín | Nemesio Camacho El Campín      | 21 de agosto | 20:10 | Win Sports+              |
| La Equidad           | 1 : 1 | Deportes Tolima        | Metropolitano de Techo         | 22 de agosto | 14:00 | Win Sports+ y Win Sports |
| Águilas Doradas      | 1 : 2 | Jaguares               | Alberto Grisales               | 22 de agosto | 16:00 | Win Sports+ y Win Sports |
| Alianza Petrolera    | 2 : 3 | Deportivo Cali         | Daniel Villa Zapata            | 22 de agosto | 18:05 | Win Sports+              |
| Deportivo Pasto      | 0 : 2 | Envigado F. C.         | Departamental Libertad         | 22 de agosto | 20:10 | Win Sports+ y Win Sports |
| Atlético Bucaramanga | 1 : 1 | Atlético Huila         | Alfonso López                  | 23 de agosto | 20:00 | Win Sports+              |

| Deportes Quindío     | 2 : 1 | Once Caldas            | Centenario de Armenia     | 27 de agosto | 19:40 | Win Sports+ y Win Sports |
| Envigado F. C.       | 3 : 2 | La Equidad             | Polideportivo Sur         | 28 de agosto | 16:00 | Win Sports+ y Win Sports |
| Deportivo Pereira    | 1 : 0 | Millonarios            | Hernán Ramírez Villegas   | 28 de agosto | 18:05 | Win Sports+              |
| Atlético Huila       | 3 : 1 | Independiente Medellín | Guillermo Plazas Alcid    | 28 de agosto | 20:10 | Win Sports+              |
| Patriotas            | 0 : 0 | Deportivo Pasto        | La Independencia          | 29 de agosto | 14:00 | Win Sports+ y Win Sports |
| Deportivo Cali       | 1 : 1 | Junior                 | Deportivo Cali            | 29 de agosto | 16:00 | Win Sports+              |
| Santa Fe             | 1 : 1 | América de Cali        | Nemesio Camacho El Campín | 29 de agosto | 18:05 | Win Sports+              |
| Jaguares             | 0 : 3 | Deportes Tolima        | Jaraguay                  | 29 de agosto | 20:10 | Win Sports+ y Win Sports |
| Atlético Nacional    | 1 : 0 | Águilas Doradas        | Atanasio Girardot         | 30 de agosto | 18:00 | Win Sports+              |
| Atlético Bucaramanga | 1 : 2 | Alianza Petrolera      | Alfonso López             | 30 de agosto | 20:05 | Win Sports+              |

| América de Cali        | 0 : 1 | Deportes Quindío     | Olímpico Pascual Guerrero      | 4 de septiembre  | 16:00 | Win Sports+              |
| La Equidad             | 1 : 0 | Jaguares             | Metropolitano de Techo         | 4 de septiembre  | 18:05 | Win Sports+ y Win Sports |
| Once Caldas            | 1 : 1 | Atlético Bucaramanga | Palogrande                     | 5 de septiembre  | 11:00 | Win Sports+ y Win Sports |
| Deportivo Pasto        | 2 : 0 | Deportivo Cali       | Departamental Libertad         | 5 de septiembre  | 13:00 | Win Sports+              |
| Independiente Medellín | 0 : 0 | Santa Fe             | Atanasio Girardot              | 5 de septiembre  | 15:00 | Win Sports+              |
| Alianza Petrolera      | 1 : 3 | Atlético Nacional    | Daniel Villa Zapata            | 5 de septiembre  | 20:10 | Win Sports+              |
| Águilas Doradas        | 0 : 1 | Deportivo Pereira    | Alberto Grisales               | 6 de septiembre  | 16:00 | Win Sports+ y Win Sports |
| Deportes Tolima        | 2 : 0 | Envigado F. C.       | Manuel Murillo Toro            | 6 de septiembre  | 18:00 | Win Sports+ y Win Sports |
| Millonarios            | 1 : 0 | Patriotas            | Nemesio Camacho El Campín      | 6 de septiembre  | 20:05 | Win Sports+              |
| Junior                 | 3 : 0 | Atlético Huila       | Metropolitano Roberto Meléndez | 22 de septiembre | 20:00 | Win Sports+              |

| Jaguares             | 0 : 1 | Independiente Medellín | Jaraguay                  | 10 de septiembre | 19:40 | Win Sports+              |
| Patriotas            | 0 : 0 | Envigado F. C.         | La Independencia          | 11 de septiembre | 14:00 | Win Sports+ y Win Sports |
| Once Caldas          | 2 : 3 | Águilas Doradas        | Palogrande                | 11 de septiembre | 16:00 | Win Sports+ y Win Sports |
| Deportivo Cali       | 0 : 1 | América de Cali        | Deportivo Cali            | 11 de septiembre | 18:05 | Win Sports+              |
| Santa Fe             | 1 : 1 | Alianza Petrolera      | Nemesio Camacho El Campín | 11 de septiembre | 20:10 | Win Sports+              |
| Atlético Bucaramanga | 3 : 4 | Millonarios            | Alfonso López             | 12 de septiembre | 14:00 | Win Sports+              |
| Deportivo Pereira    | 1 : 1 | Junior                 | Hernán Ramírez Villegas   | 12 de septiembre | 16:00 | Win Sports+              |
| Atlético Nacional    | 2 : 0 | La Equidad             | Atanasio Girardot         | 12 de septiembre | 18:05 | Win Sports+              |
| Deportes Quindío     | 1 : 2 | Deportivo Pasto        | Centenario de Armenia     | 13 de septiembre | 18:00 | Win Sports+ y Win Sports |
| Atlético Huila       | 1 : 2 | Deportes Tolima        | Guillermo Plazas Alcid    | 13 de septiembre | 20:00 | Win Sports+ y Win Sports |

| Independiente Medellín | 3 : 1 | Once Caldas          | Atanasio Girardot              | 17 de septiembre | 20:00 | Win Sports+ y Win Sports |
| Envigado F. C.         | 1 : 1 | Deportes Quindío     | Polideportivo Sur              | 18 de septiembre | 14:00 | Win Sports+ y Win Sports |
| América de Cali        | 2 : 3 | Jaguares             | Olímpico Pascual Guerrero      | 18 de septiembre | 16:00 | Win Sports+              |
| Junior                 | 1 : 3 | Atlético Nacional    | Metropolitano Roberto Meléndez | 18 de septiembre | 18:05 | Win Sports+              |
| Millonarios            | 3 : 1 | Atlético Huila       | Nemesio Camacho El Campín      | 18 de septiembre | 20:10 | Win Sports+              |
| Deportes Tolima        | 1 : 1 | Deportivo Cali       | Manuel Murillo Toro            | 19 de septiembre | 16:00 | Win Sports+              |
| Deportivo Pasto        | 0 : 1 | Santa Fe             | Departamental Libertad         | 19 de septiembre | 18:05 | Win Sports+              |
| Águilas Doradas        | 3 : 0 | Atlético Bucaramanga | Alberto Grisales               | 19 de septiembre | 20:10 | Win Sports+              |
| La Equidad             | 1 : 1 | Deportivo Pereira    | Metropolitano de Techo         | 20 de septiembre | 18:00 | Win Sports+ y Win Sports |
| Alianza Petrolera      | 3 : 0 | Patriotas            | Daniel Villa Zapata            | 20 de septiembre | 20:00 | Win Sports+ y Win Sports |

| Deportivo Cali       | 2 : 1 | Deportivo Pereira      | Deportivo Cali            | 24 de septiembre | 18:00 | Win Sports+              |
| Once Caldas          | 1 : 1 | Alianza Petrolera      | Palogrande                | 24 de septiembre | 20:00 | Win Sports+ y Win Sports |
| Santa Fe             | 3 : 1 | Envigado F. C.         | Nemesio Camacho El Campín | 25 de septiembre | 14:00 | Win Sports+ y Win Sports |
| Águilas Doradas      | 1 : 2 | Junior                 | Alberto Grisales          | 25 de septiembre | 16:00 | Win Sports+              |
| Atlético Nacional    | 1 : 1 | Deportivo Pasto        | Atanasio Girardot         | 25 de septiembre | 18:05 | Win Sports+              |
| Atlético Bucaramanga | 2 : 1 | América de Cali        | Alfonso López             | 25 de septiembre | 20:10 | Win Sports+              |
| Patriotas            | 0 : 0 | Deportes Tolima        | La Independencia          | 26 de septiembre | 14:00 | Win Sports+ y Win Sports |
| Jaguares             | 4 : 3 | Millonarios            | Jaraguay                  | 26 de septiembre | 16:00 | Win Sports+              |
| Deportes Quindío     | 1 : 0 | Independiente Medellín | Centenario de Armenia     | 26 de septiembre | 20:10 | Win Sports+              |
| Atlético Huila       | 1 : 1 | La Equidad             | Guillermo Plazas Alcid    | 27 de septiembre | 20:00 | Win Sports+ y Win Sports |

| Deportivo Pasto        | 0 : 1 | Once Caldas          | Departamental Libertad         | 30 de septiembre | 19:40 | Win Sports+ y Win Sports |
| Deportes Tolima        | 0 : 0 | Santa Fe             | Manuel Murillo Toro            | 1 de octubre     | 18:00 | Win Sports+              |
| Junior                 | 1 : 0 | Patriotas            | Metropolitano Roberto Meléndez | 1 de octubre     | 20:05 | Win Sports+              |
| La Equidad             | 1 : 0 | Deportes Quindío     | Metropolitano de Techo         | 2 de octubre     | 14:00 | Win Sports+ y Win Sports |
| Envigado F. C.         | 1 : 2 | Deportivo Cali       | Polideportivo Sur              | 2 de octubre     | 16:00 | Win Sports+ y Win Sports |
| Deportivo Pereira      | 3 : 2 | Atlético Nacional    | Hernán Ramírez Villegas        | 2 de octubre     | 18:05 | Win Sports+              |
| América de Cali        | 1 : 0 | Atlético Huila       | Olímpico Pascual Guerrero      | 2 de octubre     | 20:10 | Win Sports+              |
| Millonarios            | 1 : 0 | Águilas Doradas      | Nemesio Camacho El Campín      | 3 de octubre     | 16:00 | Win Sports+              |
| Independiente Medellín | 1 : 0 | Atlético Bucaramanga | Atanasio Girardot              | 3 de octubre     | 18:05 | Win Sports+ y Win Sports |
| Alianza Petrolera      | 1 : 1 | Jaguares             | Daniel Villa Zapata            | 3 de octubre     | 20:10 | Win Sports+ y Win Sports |

| Jaguares               | 4 : 1 | Deportivo Pasto   | Jaraguay                  | 8 de octubre  | 16:00 | Win Sports+ y Win Sports |
| Águilas Doradas        | 1 : 0 | Alianza Petrolera | Alberto Grisales          | 8 de octubre  | 18:00 | Win Sports+ y Win Sports |
| Independiente Medellín | 0 : 0 | Envigado F. C.    | Atanasio Girardot         | 8 de octubre  | 20:05 | Win Sports+              |
| Once Caldas            | 0 : 2 | Deportes Tolima   | Palogrande                | 9 de octubre  | 14:00 | Win Sports+ y Win Sports |
| Deportivo Cali         | 2 : 2 | La Equidad        | Deportivo Cali            | 9 de octubre  | 16:00 | Win Sports+              |
| Millonarios            | 0 : 0 | América de Cali   | Nemesio Camacho El Campín | 9 de octubre  | 18:05 | Win Sports+              |
| Atlético Huila         | 1 : 4 | Atlético Nacional | Guillermo Plazas Alcid    | 9 de octubre  | 20:10 | Win Sports+              |
| Patriotas              | 0 : 1 | Santa Fe          | La Independencia          | 11 de octubre | 18:00 | Win Sports+ y Win Sports |
| Atlético Bucaramanga   | 1 : 1 | Junior            | Alfonso López             | 11 de octubre | 20:05 | Win Sports+              |
| Deportes Quindío       | 2 : 3 | Deportivo Pereira | Centenario de Armenia     | 12 de octubre | 20:05 | Win Sports+ y Win Sports |

| Deportes Tolima   | 1 : 0 | Atlético Huila         | Manuel Murillo Toro            | 15 de octubre | 19:40 | Win Sports+ y Win Sports |
| La Equidad        | 1 : 3 | Patriotas              | Metropolitano de Techo         | 16 de octubre | 14:00 | Win Sports+ y Win Sports |
| América de Cali   | 1 : 1 | Deportivo Cali         | Olímpico Pascual Guerrero      | 16 de octubre | 16:00 | Win Sports+              |
| Deportivo Pereira | 3 : 0 | Once Caldas            | Hernán Ramírez Villegas        | 16 de octubre | 18:05 | Win Sports+              |
| Atlético Nacional | 1 : 1 | Independiente Medellín | Atanasio Girardot              | 16 de octubre | 20:10 | Win Sports+              |
| Deportivo Pasto   | 1 : 0 | Deportes Quindío       | Departamental Libertad         | 17 de octubre | 14:00 | Win Sports+ y Win Sports |
| Alianza Petrolera | 2 : 0 | Atlético Bucaramanga   | Daniel Villa Zapata            | 17 de octubre | 16:00 | Win Sports+              |
| Santa Fe          | 0 : 2 | Millonarios            | Nemesio Camacho El Campín      | 17 de octubre | 18:05 | Win Sports+              |
| Junior            | 2 : 1 | Jaguares               | Metropolitano Roberto Meléndez | 17 de octubre | 20:10 | Win Sports+              |
| Envigado F. C.    | 4 : 1 | Águilas Doradas        | Polideportivo Sur              | 18 de octubre | 16:00 | Win Sports+ y Win Sports |

| Once Caldas            | 2 : 1 | La Equidad        | Palogrande                | 21 de octubre | 18:00 | Win Sports+ y Win Sports |
| Jaguares               | 1 : 1 | Envigado F. C.    | Jaraguay                  | 22 de octubre | 17:00 | Win Sports+ y Win Sports |
| Deportes Quindío       | 1 : 0 | Alianza Petrolera | Centenario de Armenia     | 22 de octubre | 19:00 | Win Sports+ y Win Sports |
| Patriotas              | 1 : 2 | Deportivo Pereira | La Independencia          | 23 de octubre | 14:00 | Win Sports+ y Win Sports |
| Atlético Bucaramanga   | 2 : 1 | Deportivo Pasto   | Alfonso López             | 23 de octubre | 16:00 | Win Sports+              |
| Independiente Medellín | 2 : 2 | Deportes Tolima   | Atanasio Girardot         | 23 de octubre | 18:05 | Win Sports+              |
| Millonarios            | 4 : 1 | Junior            | Nemesio Camacho El Campín | 23 de octubre | 20:10 | Win Sports+              |
| Águilas Doradas        | 1 : 2 | Deportivo Cali    | Alberto Grisales          | 24 de octubre | 16:00 | Win Sports+              |
| América de Cali        | 0 : 2 | Atlético Nacional | Olímpico Pascual Guerrero | 24 de octubre | 18:05 | Win Sports+              |
| Atlético Huila         | 1 : 2 | Santa Fe          | Guillermo Plazas Alcid    | 24 de octubre | 20:10 | Win Sports+ y Win Sports |

| Envigado F. C.    | 2 : 1 | Millonarios            | Polideportivo Sur              | 26 de octubre | 16:00 | Win Sports+              |
| Alianza Petrolera | 3 : 0 | Independiente Medellín | Daniel Villa Zapata            | 26 de octubre | 18:00 | Win Sports+ y Win Sports |
| Deportivo Pereira | 1 : 1 | Atlético Bucaramanga   | Hernán Ramírez Villegas        | 26 de octubre | 20:05 | Win Sports+ y Win Sports |
| La Equidad        | 2 : 2 | Águilas Doradas        | Metropolitano de Techo         | 27 de octubre | 16:00 | Win Sports+ y Win Sports |
| Deportivo Cali    | 2 : 0 | Patriotas              | Deportivo Cali                 | 27 de octubre | 18:00 | Win Sports+ y Win Sports |
| Atlético Nacional | 2 : 0 | Once Caldas            | Atanasio Girardot              | 27 de octubre | 20:05 | Win Sports+              |
| Deportivo Pasto   | 1 : 0 | Atlético Huila         | Departamental Libertad         | 28 de octubre | 14:00 | Win Sports+ y Win Sports |
| Santa Fe          | 3 : 1 | Jaguares               | Nemesio Camacho El Campín      | 28 de octubre | 16:00 | Win Sports+              |
| Junior            | 0 : 0 | Deportes Quindío       | Metropolitano Roberto Meléndez | 28 de octubre | 18:05 | Win Sports+              |
| Deportes Tolima   | 0 : 1 | América de Cali        | Manuel Murillo Toro            | 28 de octubre | 20:10 | Win Sports+              |

| Atlético Bucaramanga   | 2 : 1 | Envigado F. C.    | Alfonso López                  | 30 de octubre  | 18:05 | Win Sports+ y Win Sports |
| Millonarios            | 0 : 1 | La Equidad        | Nemesio Camacho El Campín      | 30 de octubre  | 20:10 | Win Sports+              |
| Once Caldas            | 1 : 1 | Patriotas         | Palogrande                     | 31 de octubre  | 14:00 | Win Sports+ y Win Sports |
| Jaguares               | 0 : 0 | Atlético Nacional | Jaraguay                       | 31 de octubre  | 16:00 | Win Sports+              |
| Independiente Medellín | 0 : 0 | Deportivo Pereira | Atanasio Girardot              | 31 de octubre  | 18:05 | Win Sports+              |
| América de Cali        | 1 : 1 | Alianza Petrolera | Olímpico Pascual Guerrero      | 31 de octubre  | 20:10 | Win Sports+              |
| Junior                 | 2 : 1 | Deportivo Pasto   | Metropolitano Roberto Meléndez | 1 de noviembre | 16:00 | Win Sports+              |
| Atlético Huila         | 0 : 5 | Deportivo Cali    | Guillermo Plazas Alcid         | 1 de noviembre | 18:05 | Win Sports+ y Win Sports |
| Deportes Quindío       | 1 : 1 | Santa Fe          | Centenario de Armenia          | 1 de noviembre | 20:10 | Win Sports+              |
| Águilas Doradas        | 1 : 1 | Deportes Tolima   | Alberto Grisales               | 2 de noviembre | 20:00 | Win Sports+ y Win Sports |

| Deportivo Pereira | 0 : 0 | Jaguares               | Hernán Ramírez Villegas   | 5 de noviembre | 20:00 | Win Sports+ y Win Sports |
| Envigado F. C.    | 1 : 2 | Once Caldas            | Polideportivo Sur         | 6 de noviembre | 13:45 | Win Sports+ y Win Sports |
| Alianza Petrolera | 1 : 0 | Atlético Huila         | Daniel Villa Zapata       | 6 de noviembre | 15:45 | Win Sports+ y Win Sports |
| La Equidad        | 2 : 1 | América de Cali        | Metropolitano de Techo    | 6 de noviembre | 18:00 | Win Sports+              |
| Atlético Nacional | 0 : 0 | Atlético Bucaramanga   | Atanasio Girardot         | 6 de noviembre | 20:05 | Win Sports+              |
| Patriotas         | 0 : 1 | Independiente Medellín | La Independencia          | 7 de noviembre | 14:00 | Win Sports+              |
| Santa Fe          | 1 : 1 | Junior                 | Nemesio Camacho El Campín | 7 de noviembre | 16:00 | Win Sports+              |
| Deportes Tolima   | 3 : 2 | Millonarios            | Manuel Murillo Toro       | 7 de noviembre | 18:05 | Win Sports+              |
| Deportivo Cali    | 1 : 0 | Deportes Quindío       | Deportivo Cali            | 7 de noviembre | 20:10 | Win Sports+              |
| Deportivo Pasto   | 0 : 2 | Águilas Doradas        | Departamental Libertad    | 8 de noviembre | 20:00 | Win Sports+ y Win Sports |

| Jaguares               | 1 : 0 | Deportivo Cali    | Jaraguay                       | 12 de noviembre | 20:00 | Win Sports+              |
| América de Cali        | 3 : 0 | Deportivo Pasto   | Olímpico Pascual Guerrero      | 13 de noviembre | 18:05 | Win Sports+              |
| Águilas Doradas        | 1 : 1 | Envigado F. C.    | Alberto Grisales               | 13 de noviembre | 20:10 | Win Sports+ y Win Sports |
| Deportes Quindío       | 0 : 3 | Patriotas         | Centenario de Armenia          | 14 de noviembre | 14:00 | Win Sports+ y Win Sports |
| Independiente Medellín | 0 : 0 | Atlético Nacional | Atanasio Girardot              | 14 de noviembre | 16:00 | Win Sports+              |
| Millonarios            | 1 : 1 | Alianza Petrolera | Nemesio Camacho El Campín      | 14 de noviembre | 18:05 | Win Sports+              |
| Atlético Huila         | 0 : 2 | Deportivo Pereira | Guillermo Plazas Alcid         | 14 de noviembre | 20:10 | Win Sports+ y Win Sports |
| Atlético Bucaramanga   | 1 : 1 | Deportes Tolima   | Alfonso López                  | 15 de noviembre | 15:30 | Win Sports+              |
| Once Caldas            | 2 : 1 | Santa Fe          | Palogrande                     | 15 de noviembre | 20:05 | Win Sports+              |
| Junior                 | 1 : 0 | La Equidad        | Metropolitano Roberto Meléndez | 17 de noviembre | 20:05 | Win Sports+              |

| Santa Fe          | 0 : 1 | Águilas Doradas        | Nemesio Camacho El Campín | 21 de noviembre | 15:30 | Win Sports Online y winsports.co |
| Alianza Petrolera | 1 : 1 | Junior                 | Daniel Villa Zapata       | 21 de noviembre | 15:30 | Win Sports Online y winsports.co |
| La Equidad        | 2 : 0 | Atlético Bucaramanga   | Metropolitano de Techo    | 21 de noviembre | 15:30 | Win Sports Online y winsports.co |
| Deportes Tolima   | 3 : 1 | Deportes Quindío       | Manuel Murillo Toro       | 21 de noviembre | 15:30 | Win Sports Online y winsports.co |
| Deportivo Cali    | 0 : 0 | Once Caldas            | Deportivo Cali            | 21 de noviembre | 15:30 | Win Sports Online y winsports.co |
| Envigado F. C.    | 0 : 1 | Atlético Huila         | Polideportivo Sur         | 21 de noviembre | 15:30 | Win Sports Online y winsports.co |
| Patriotas         | 3 : 0 | Jaguares               | La Independencia          | 21 de noviembre | 15:30 | Win Sports Online y winsports.co |
| Deportivo Pasto   | 1 : 1 | Independiente Medellín | Departamental Libertad    | 21 de noviembre | 15:30 | Win Sports Online y winsports.co |
| Deportivo Pereira | 1 : 5 | América de Cali        | Hernán Ramírez Villegas   | 21 de noviembre | 15:30 | Win Sports                       |
| Atlético Nacional | 1 : 3 | Millonarios            | Atanasio Girardot         | 21 de noviembre | 15:30 | Win Sports+                      |

## Cuadrangulares semifinales
- La hora de cada encuentro corresponde al huso horario que rige a Colombia (UTC-5)

La segunda fase del Torneo Finalización 2021 fueron los cuadrangulares semifinales. Estos los disputaron los ocho mejores equipos del torneo distribuidos en dos grupos de cuatro equipos. Los dos primeros de la fase todos contra todos fueron cabezas de los grupos A y B, respectivamente, mientras que los seis equipos restantes fueron sorteados según su posición para integrar los dos grupos. Los ganadores de cada grupo de los cuadrangulares se enfrentarán en la gran final para definir al campeón. El sorteo de los cuadrangulares semifinales se llevó a cabo el 21 de noviembre de 2021, al finalizar la última fecha de la fase todos contra todos.
|  |                                     |
|  | Clasificados a la final del torneo. |
|  | Eliminados.                         |

### Grupo A
| Pos. | Equipos           | PJ | PG | PE | PP | GF | GC | Dif. | Pts. |
| ---- | ----------------- | -- | -- | -- | -- | -- | -- | ---- | ---- |
| 1.   | Deportivo Cali    | 6  | 4  | 1  | 1  | 11 | 6  | 5    | 13   |
| 2.   | Junior            | 6  | 1  | 4  | 1  | 9  | 8  | 1    | 7    |
| 3.   | Atlético Nacional | 6  | 1  | 3  | 2  | 10 | 9  | 1    | 6    |
| 4.   | Deportivo Pereira | 6  | 1  | 2  | 3  | 6  | 13 | –7   | 5    |

| Equipo / Jornada  | 1 | 2 | 3 | 4 | 5 | 6 |
| ----------------- | - | - | - | - | - | - |
| Deportivo Cali    | 1 | 1 | 1 | 1 | 1 | 1 |
| Junior            | 2 | 2 | 2 | 2 | 2 | 2 |
| Atlético Nacional | 3 | 3 | 4 | 3 | 3 | 3 |
| Deportivo Pereira | 4 | 4 | 3 | 4 | 4 | 4 |

| Primera | Deportivo Cali    | 2 : 1 | Deportivo Pereira | Deportivo Cali                 | 27 de noviembre | 18:00 | Win Sports+ |
| Primera | Atlético Nacional | 1 : 1 | Junior            | Atanasio Girardot              | 27 de noviembre | 20:05 | Win Sports+ |
| Segunda | Deportivo Pereira | 1 : 1 | Atlético Nacional | Hernán Ramírez Villegas        | 1 de diciembre  | 18:00 | Win Sports+ |
| Segunda | Junior            | 2 : 2 | Deportivo Cali    | Metropolitano Roberto Meléndez | 1 de diciembre  | 20:05 | Win Sports+ |
| Tercera | Deportivo Pereira | 2 : 2 | Junior            | Hernán Ramírez Villegas        | 4 de diciembre  | 17:30 | Win Sports+ |
| Tercera | Deportivo Cali    | 3 : 1 | Atlético Nacional | Deportivo Cali                 | 4 de diciembre  | 20:00 | Win Sports+ |
| Cuarta  | Junior            | 3 : 0 | Deportivo Pereira | Metropolitano Roberto Meléndez | 8 de diciembre  | 17:00 | Win Sports+ |
| Cuarta  | Atlético Nacional | 1 : 2 | Deportivo Cali    | Atanasio Girardot              | 8 de diciembre  | 19:30 | Win Sports+ |
| Quinta  | Deportivo Cali    | 2 : 0 | Junior            | Deportivo Cali                 | 11 de diciembre | 18:30 | Win Sports+ |
| Quinta  | Atlético Nacional | 5 : 1 | Deportivo Pereira | Atanasio Girardot              | 11 de diciembre | 20:30 | Win Sports+ |
| Sexta   | Junior            | 1 : 1 | Atlético Nacional | Metropolitano Roberto Meléndez | 15 de diciembre | 18:00 | Win Sports+ |
| Sexta   | Deportivo Pereira | 1 : 0 | Deportivo Cali    | Hernán Ramírez Villegas        | 15 de diciembre | 20:05 | Win Sports+ |

### Grupo B
| Pos. | Equipos           | PJ | PG | PE | PP | GF | GC | Dif. | Pts. |
| ---- | ----------------- | -- | -- | -- | -- | -- | -- | ---- | ---- |
| 1.   | Deportes Tolima   | 6  | 3  | 3  | 0  | 11 | 5  | 6    | 12   |
| 2.   | Millonarios       | 6  | 3  | 2  | 1  | 9  | 5  | 4    | 11   |
| 3.   | América de Cali   | 6  | 2  | 0  | 4  | 6  | 9  | –3   | 6    |
| 4.   | Alianza Petrolera | 6  | 1  | 1  | 4  | 6  | 13 | –7   | 4    |

| Equipo / Jornada  | 1 | 2 | 3 | 4 | 5 | 6 |
| ----------------- | - | - | - | - | - | - |
| Deportes Tolima   | 1 | 1 | 1 | 1 | 1 | 1 |
| Millonarios       | 3 | 2 | 2 | 3 | 2 | 2 |
| América de Cali   | 2 | 3 | 3 | 2 | 3 | 3 |
| Alianza Petrolera | 4 | 4 | 4 | 4 | 4 | 4 |

| Primera | América de Cali   | 2 : 1 | Millonarios       | Romelio Martínez          | 28 de noviembre | 18:00 | Win Sports+ |
| Primera | Alianza Petrolera | 1 : 4 | Deportes Tolima   | Daniel Villa Zapata       | 28 de noviembre | 20:05 | Win Sports+ |
| Segunda | Deportes Tolima   | 2 : 0 | América de Cali   | Manuel Murillo Toro       | 2 de diciembre  | 18:00 | Win Sports+ |
| Segunda | Millonarios       | 3 : 0 | Alianza Petrolera | Nemesio Camacho El Campín | 2 de diciembre  | 20:05 | Win Sports+ |
| Tercera | Alianza Petrolera | 2 : 1 | América de Cali   | Daniel Villa Zapata       | 5 de diciembre  | 16:00 | Win Sports+ |
| Tercera | Deportes Tolima   | 1 : 1 | Millonarios       | Manuel Murillo Toro       | 5 de diciembre  | 18:05 | Win Sports+ |
| Cuarta  | América de Cali   | 2 : 1 | Alianza Petrolera | Olímpico Pascual Guerrero | 9 de diciembre  | 18:00 | Win Sports+ |
| Cuarta  | Millonarios       | 1 : 1 | Deportes Tolima   | Nemesio Camacho El Campín | 9 de diciembre  | 20:05 | Win Sports+ |
| Quinta  | Alianza Petrolera | 0 : 1 | Millonarios       | Daniel Villa Zapata       | 12 de diciembre | 17:00 | Win Sports+ |
| Quinta  | América de Cali   | 0 : 1 | Deportes Tolima   | Olímpico Pascual Guerrero | 12 de diciembre | 19:30 | Win Sports+ |
| Sexta   | Millonarios       | 2 : 1 | América de Cali   | Nemesio Camacho El Campín | 16 de diciembre | 19:45 | Win Sports+ |
| Sexta   | Deportes Tolima   | 2 : 2 | Alianza Petrolera | Manuel Murillo Toro       | 16 de diciembre | 19:45 | Win Sports  |

1. ↑  El partido América de Cali vs. Deportes Tolima fue inicialmente reprogramado para las 19:40 horas y después suspendido al minuto 8 de juego por lluvia torrencial. Se reanudó el 13 de diciembre a las 11:00 horas.

### Final
- La hora de cada encuentro corresponde al huso horario que rige a Colombia (UTC-5).

| 19 de diciembre de 2021 | Deportivo Cali | 1:1 (1:0) | Deportes Tolima | Estadio Deportivo Cali, Palmira |                           |
| 18:00                   | Preciado 42'   | Reporte   | Ramírez 60'     | Árbitro(s): Wilmar Roldán       | Árbitro(s): Wilmar Roldán |

| 22 de diciembre de 2021 | Deportes Tolima | 1:2 (1:0) | Deportivo Cali                    | Estadio Manuel Murillo Toro, Ibagué |                              |
| 19:30                   | Quiñones 14'    | Reporte   | Vásquez 59' · Preciado 75' (pen.) | Árbitro(s): Alexander Ospina        | Árbitro(s): Alexander Ospina |

|                                    |
| Bandera de Colombia                |
| Campeón Deportivo Cali 10.º título |

## Estadísticas

### Goleadores
| Jugador               | Equipos           | Goles | PJ | Media |
| --------------------- | ----------------- | ----- | -- | ----- |
| Harold Preciado       | Deportivo Cali    | 13    | 23 | 0.57  |
| Fernando Uribe        | Millonarios       | 12    | 23 | 0.52  |
| Jefferson Duque       | Atlético Nacional | 10    | 24 | 0.42  |
| Bayron Garcés         | Alianza Petrolera | 9     | 26 | 0.35  |
| Luis González         | Junior            | 7     | 24 | 0.29  |
| Adrián Ramos          | América de Cali   | 7     | 25 | 0.28  |
| Juan Fernando Caicedo | Deportes Tolima   | 7     | 25 | 0.28  |
| Andrés Rentería       | Jaguares          | 6     | 15 | 0.4   |
| Larry Angulo          | América de Cali   | 6     | 15 | 0.4   |
| Juan David Pérez      | Once Caldas       | 6     | 19 | 0.32  |

Fuente: Dimayor

### Asistencias
| Jugador             | Equipos           | Asistencias | PJ |
| ------------------- | ----------------- | ----------- | -- |
| Christian Marrugo   | Águilas Doradas   | 9           | 20 |
| Déinner Quiñones    | América de Cali   | 8           | 25 |
| Danovis Banguero    | Atlético Nacional | 7           | 22 |
| David Silva         | Millonarios       | 7           | 24 |
| Anderson Plata      | Deportes Tolima   | 6           | 23 |
| Daniel Ruiz         | Millonarios       | 6           | 24 |
| Wilfrido de La Rosa | Deportivo Pereira | 6           | 24 |
| Freddy Hinestroza   | Junior            | 6           | 25 |
| Jhon Velásquez      | Santa Fe          | 5           | 20 |
| Jefferson Duque     | Atlético Nacional | 5           | 24 |

Fuente: Dimayor

## Clasificación a torneos internacionales
| Clasificado como | Copa Libertadores 2022 | Copa Sudamericana 2022 |
| ---------------- | ---------------------- | ---------------------- |
| Colombia 1       | Deportes Tolima        | Junior                 |
| Colombia 2       | Deportivo Cali         | América de Cali        |
| Colombia 3       | Millonarios            | La Equidad             |
| Colombia 4       | Atlético Nacional      | Independiente Medellín |

1. ↑  Clasificado como campeón de la Copa Colombia 2020.

## Cambios de categoría al final de temporada
| Descenso | Deportes Quindío Cortuluá |

| Ascenso | Atlético Huila Unión Magdalena |